# MENA

Khu vực MENA (Trung Đông và Bắc Phi) hoặc WANA (Tây Á và Bắc Phi) theo 13 định nghĩa: 7 từ các cơ quan/chương trình của Liên Hợp Quốc, 3 từ các tổ chức nông nghiệp, 2 từ các viện nghiên cứu nhân khẩu học, 1 từ các nhà sử học. Các quốc gia/lãnh thổ màu xanh đậm được bao gồm trong hơn 66% định nghĩa, màu xanh da trời trong 33–66% định nghĩa, màu xanh nhạt trong ít hơn 33% định nghĩa về khu vực MENA/WANA.
Hầu như luôn được bao gồm trong các định nghĩa MENA/WANA
Đôi khi được bao gồm trong định nghĩa MENA/WANA
Hiếm khi được bao gồm trong định nghĩa MENA/WANA

Trung Đông - Bắc Phi hay MENA (Tiếng Anh: Middle East and North Africa), là một cụm từ gộp chỉ chung về hai khu vực, khu vực Trung Đông/Tây Nam Á với khu vực Bắc Phi. Nó thi thoảng hay bị lẫn với từ Cận Đông hoặc Đại Trung Đông. Nó trải dài từ Maroc tới Iran. Đặc điểm chung của các quốc gia thuộc khu vực này là sự ảnh hưởng mạnh mẽ của Hồi giáo.
Do tính chất phức tạp về cách gọi, nó cũng có thể gọi theo các cái tên khác như Tây Á-Bắc Phi (West Asia-North Africa; WANA), hoặc Bắc Phi-Tây Á (NAWA), song MENA vẫn là cái tên thông dụng nhất. Một số thuật ngữ có định nghĩa rộng hơn MENA, chẳng hạn như MENASA, MENAP hoặc Đại Trung Đông, mở rộng đến Trung và Nam Á để bao gồm các quốc gia Afghanistan và Pakistan. Thuật ngữ MENAT bao gồm cả Thổ Nhĩ Kỳ, thường bị loại trừ khỏi một số định nghĩa MENA, mặc dù Thổ Nhĩ Kỳ hầu như luôn được coi là một phần của Trung Đông.
Dân số ở khu vực này chiếm khoảng 6-7% dân số thế giới.

## Các quốc gia
Do không có định nghĩa đầy đủ, nên các quốc gia MENA thường được chia làm 2 phần:
Các quốc gia thuộc MENA
- Ai Cập
- Algeria
- Ả Rập Saudi
- Bahrain
- Các Tiểu vương quốc Ả Rập Thống nhất
- Iran
- Iraq
- Israel
- Jordan
- Kuwait
- Liban
- Libya
- Maroc
- Oman
- Palestine
- Qatar
- Sudan
- Syria
- Tunisia
- Yemen

Các quốc gia được coi là một phần của vùng
- Afghanistan
- Armenia
- Azerbaijan
- Cộng hòa Dân chủ Ả Rập Sahrawi (tranh chấp)
- Djibouti
- Eritrea
- Gruzia
- Mali
- Mauritania
- Nam Sudan
- Niger
- Pakistan
- Síp
- Somalia
- Tchad
- Thổ Nhĩ Kỳ

## Kinh tế
Do khu vực này khá giàu dầu mỏ và khí thiên nhiên, đây là một trong số những khu vực có mức độ kinh tế phát triển thuộc loại cao nhất thế giới. Và nguồn dầu khí khổng lồ ở đây đóng góp vào sự ổn định của nền kinh tế toàn cầu.
8 trong số 12 nước thuộc OPEC thuộc về vùng này.
Tuy nhiên, các quốc gia như Yemen, Somalia, Mauritania, Mali, Niger và Tchad lại thuộc về các nước nghèo nhất thế giới.

## Tình hình
Sự sụp đổ của Đế quốc Ottoman vào năm 1922 đã kéo theo một loạt các bất ổn và sau này, nó đã bùng phát khi các nước này độc lập từ tay Anh, Pháp, Ý, và sau này là Tây Ban Nha. Một loạt các cuộc chiến tranh khu vực đã nổ ra, nổi tiếng là bất ổn và các phong trào nổi loạn ly khai của người Kurd chống lại Iraq, Thổ Nhĩ Kỳ và Iran; Xung đột Israel-Palestine dai dẳng từ 1947-nay, sự đối địch giữa người Ả Rập với Iran, Do Thái, Kurd và Berber; và đỉnh điểm là Chiến tranh Iran-Iraq, Chiến tranh vùng Vịnh, và đặc biệt, là cuộc xâm lược của Hoa Kỳ vào Afghanistan và Iraq. Nó lên đến đỉnh điểm với cuộc nội chiến Syria, nội chiến Yemen và sự trỗi dậy của Nhà nước Hồi giáo Iraq và Levant.